# Goriška
Goriška is een statistische regio in Slovenië. De regio's vormen in Slovenië geen bestuursniveau: Slovenië kent slechts het gemeentelijke en landelijke bestuur.
Tot Goriška behoren de volgende gemeenten:
| - Ajdovščina - Bovec - Brda - Cerkno | - Idrija - Kanal ob Soči - Kobarid | - Miren-Kostanjevica - Nova Gorica - Renče-Vogrsko | - Šempeter-Vrtojba - Tolmin - Vipava |

Gorenjska · Goriška · Jugovzhodna Slovenija · Koroška · Notranjskokraška · Obalnokraška · Osrednjeslovenska · Podravska · Pomurska · Savinjska · Spodnjeposavska · Zasavska